# Micah Altman
Micah Altman (St. Louis, 31 de agosto de 1967) es un científico social estadounidense que realiza investigaciones en informática de ciencias sociales. Desde 2012, ha trabajado como científico investigador en las Bibliotecas del Instituto de Tecnología de Massachusetts, primero como director del Programa de Ciencias de la Información (2012-2018) y posteriormente como director de investigación del Centro de Investigación sobre Becas Abiertas y Equitativas de las bibliotecas. Trabajó anteriormente en la Universidad de Harvard. Es conocido por su trabajo sobre redistribución de distritos, comunicación académica, privacidad y ciencia abierta. Es cofundador de Public Mapping Project, que desarrolla DistrictBuilder, un software de código abierto.

## Biografía
Nació el 31 de agosto de 1967 en St. Louis, Misuri. Estudió informática y filosofía política en la Universidad Brown, graduándose en 1989. Luego fue al Instituto de Tecnología de California, donde estudió ciencias sociales con Morgan Kousser y recibió un doctorado. en 1998. Trabajó como investigador postdoctoral en el grupo de investigación de Gary King en la Universidad de Harvard.
De 1998 a 2012, ocupó varios puestos de investigación en la Universidad de Harvard, incluido el de científico investigador senior en el Instituto de Ciencias Sociales Cuantitativas, director de archivos del Murray Research Archive y director asociado del Centro de datos Harvard-MIT. En 1998, recibió el "Premio Leon Weaver" de la Asociación Estadounidense de Ciencias Políticas. En 2004, junto con Jeff Gill y Michael P. McDonald, fue coautor de Numerical Issues in Statistical Computing for the Social Scientist, un libro en el campo de la estadística computacional que tuvo varias reediciones.
En enero de 2011, Altman y McDonald presentaron su Proyecto de Mapeo Público, que desarrolló DistrictBuilder, una aplicación de redistribución de distritos de software de código abierto diseñada para proporcionar herramientas de mapeo en línea. Recibió el premio a las mejores innovaciones políticas de Politico (2011), el premio Antonio Pizzigati de software de interés público de Tides (2013) y la medalla Brown a la democracia de la Universidad Estatal de Pensilvania (2018).
En marzo de 2012, fue nombrado director de investigación en las Bibliotecas del Instituto de Tecnología de Massachusetts y científico jefe del Programa de Ciencias de la Información, y miembro senior no residente de la Institución Brookings en Washington D. C.. También en 2012, recibió el "Premio al Mejor Software de Investigación" de la Asociación Estadounidense de Ciencias Políticas.

## Obra seleccionada

### Libros
- Altman, Micah (1998). Districting Principles and Democratic Representation. Pasadena, California, United States: California Institute of Technology. p. 367.
- Altman, Micah; Gill, Jeff; Mcdonald, Michael (2003). Numerical Issues in Statistical Computing for the Social Scientist. John Wiley & Sons. ISBN 978-0-471-23633-7.
- Communicating Science and Engineering Data in the Information Age. National Academies Press. 2012. ISBN 978-0-309-22209-9.
- McDonald, Michael P.; Altman, Micah (2018). The Public Mapping Project: How Public Participation Can Revolutionize Redistricting. Cornell University Press. ISBN 978-1-5017-3855-5.

### Publicaciones
- Altman, Micah (1997). «Is Automation the Answer: The Computational Complexity of Automated Redistricting». Rutgers Computer and Technology Law Journal (23): 81-142.
- Micah Altman (November 1998). «Modeling the Effect of Mandatory District Compactness on Partisan Gerrymanders». Political Geography 17 (8): 989-1012. doi:10.1016/S0962-6298(98)00015-8.
- Micah Altman; Gary King (March 2007). «A Proposed Standard for the Scholarly Citation of Quantitative Data». D-Lib Magazine 13 (3/4): 1082-9873. ISSN 1082-9873.
- Liz Allen; Jo Scott; Amy Brand; Marjorie Hlava; Micah Altman (16 de abril de 2014). «Publishing: Credit where credit is due». Nature 508 (7496): 312-313. Bibcode:2014Natur.508..312A. PMID 24745070. doi:10.1038/508312a.
- Altman, M. (2015). «2015 National agenda for digital stewardship». National Digital Stewardship Alliance. Archivado desde el original el 15 de octubre de 2019. Consultado el 15 de octubre de 2019.
- Micah Altman; Alexandra Wood; David R. O’Brien; Salil Vadhan; Urs Gasser (2016). «Towards a Modern Approach to Privacy-Aware Government Data Releases». Berkeley Technology Law Journal 30 (3): 1967-2072. doi:10.15779/Z38FG17.
- Altman, M.; Bourg, C.; Cohen, P.; Choudhury, GS; Henry, C.; Kriegsman, S.; Minow, M.; Selematsela, D. et al. (17 de diciembre de 2018). «A Grand Challenges-Based Research Agenda for Scholarly Communication and Information Science». Mit Grand Challenge Participation Platform (MIT Grand Challenges Summit). doi:10.21428/62b3421f. Archivado desde el original el 5 de mayo de 2019. Consultado el 15 de octubre de 2019.